# 卡尔维扎诺
卡尔维扎诺（義大利語：Calvizzano），是位于意大利那不勒斯省的一个市镇。总面积3平方公里，2009年人口12,669人，人口密度4,223.0人/平方公里。ISTAT代码为063012。